# Liski (powiat gołdapski)
Liski (niem. Klein Lissen) – osada w Polsce, w województwie warmińsko-mazurskim, w powiecie gołdapskim, w gminie Banie Mazurskie, w sołectwie Lisy.
W latach 1975–1998 miejscowość należała administracyjnie do województwa suwalskiego.

## Nazwa
28 marca 1949 r. ustalono urzędową polską nazwę miejscowości – Liski, określając drugi przypadek jako Lisek, a przymiotnik – lisecki.